# خیاره (لبنان)
خیاره (به عربی: خيارة) یک منطقهٔ مسکونی در لبنان است که در استان بقاع واقع شده‌است. خیاره ۸۷۰ متر بالاتر از سطح دریا واقع شده‌است.